# Social.fm
Social.FM était un réseau social musical dirigé par Mercora qui fut fermé en août 2008. Social.FM permettait aux utilisateurs d'Internet de rechercher et écouter un réseau de radio numérique de plus de 3 millions de chansons, d'exprimer leur identité musicale via une page de profil personnalisable, et de webdiffuser la musique à d'autres utilisateurs de Social.FM.
La mission de Social.FM était de cataloguer et d'organiser la musique du monde et de la rendre universellement recherchable et écoutable légalement. Le catalogue de Social.FM contenait plus de 3 millions de chansons différentes, de plus de 200 000 artistes de tous genres musicaux. Les fichiers n'étaient disponibles que par lecture en continu (lecture en streaming), et étaient gratuits.

## Histoire de la compagnie
Social.FM (à l'époque connu sous le nom de Mercora) fut cofondé en 2003 par Srivats Sampath, président et PDG. Avant de fonder Social.FM, Sampath était déjà cofondateur et président de McAfee.com, vice-président du marketing chez Netscape Communications, et président et PDG de Discussions Corporation.

## Comment fonctionnait Social.FM
Pour écouter de la musique, un utilisateur pouvait rechercher le réseau Social.FM via un navigateur web et cliquer sur le lien d'une chanson. Alternativement, un utilisateur de Social.FM pouvait télécharger gratuitement un logiciel client qui webdiffusait de la musique de sa collection de musique personnelle à d'autres utilisateurs de Social.FM, partout dans le monde.

### Expression et découverte musicale
Social.FM permettait aux amoureux de la musique d'exprimer leur identité musicale aux autres via une page profil personnalisable. Les utilisateurs pouvaient créer des profils musicaux, télécharger des photos numériques, et écouter et webdiffuser leurs artistes favoris.
Un utilisateur de Social.FM pouvait découvrir de la nouvelle musique en voyant les recherches récentes, en écoutant les musiques webdiffusées, en explorant les mixes, ou en recherchant les profils et collections des autres utilisateurs de Social.FM. Un utilisateur pouvait aussi rechercher les biographies, discographies, articles de revue, images et podcasts relatifs à un artiste. Les utilisateurs de Social.FM pouvaient aussi communiquer et partager leurs goûts musicaux via des sondages, ou par courriel ou messagerie instantanée.

### Social.FM Mobile
Le service musical Social.FM Mobile accordait aux utilisateurs un accès au site pour les appareils à transmission sans fil. Les utilisateurs de Social.FM pouvaient rechercher et écouter un réseau de radio numérique de plus de 3 millions de chansons de plus de 200 000 artistes différents. Social.FM fournissait aussi :
- 100 000 chaînes de radio numérique
- un accès à la libraire musicale du PC
- un accès à la collection musicale de ses amis
- la lecture en continu de podcasts
- un support Stereo Bluetooth via des profils A2DP

Social.FM Mobile était lisible sur tout téléphone Smartphone ou Pocket PC doté d'une connectivité Wi-Fi, GSM ou GPRS (3G), basé sur Windows Mobile 5.0. Parmi les machines certifiées Windows Mobile 5.0, on compte les Motorola Q, Palm Treo 700w et les téléphones Smartphone et Pocket PC d'Hewlett-Packard, HTC, i-mate, Siemens, Samsung et Audiovox.

### IM Artist Program
Le IM Artist Program de Social.FM visait les artistes et groupes indépendants qui voulaient augmenter la promotion et la publicité relatives à leur musique. S'ils étaient membres de l'IM Artist Program, les artistes participant recevaient :
- 5 chaînes de musique webdiffusant aux utilisateurs de Social.FM partout dans le monde
- Un profil « en cours de lecture» avec des images, une biographie et une discographie de l'artiste
- Des liens vers des sites Internet permettant d'acheter des CD, des accessoires, des billets, etc.
- La possibilité de communiquer avec les fans et les auditeurs via les forums et la messagerie instantanée.

Le programme IM Artist était en version bêta gratuite.

### Social.FM Madwords
Social.FM Madwords était un système de publicité contextuelle qui offrait aux publicitaires la possibilité de cibler les produits présentés par artiste ou genre musical. Les produits étaient présentés dans la section « Sponsored Links» d'une page web pour une recherche d'artiste ou de genre (telle que «Coldplay» ou «Alternative»). De bien des manières, ce système était similaire à Google AdWords.
Madwords offrait aux publicitaires la possibilité de payer directement via une carte de crédit et le coût était défini sur une base de Pay per click (PPC). Les publicitaires pouvaient créer et mettre en ligne leurs textes publicitaires, choisir les critères de la cible à laquelle était destinée la publicité, gérer leur budget, et voir les statistiques et bilans financiers via une page web protégée par un mot de passe.

### Moteurs de recherche
Les moteurs de recherche Social.FM permettaient aux consommateurs de rechercher et écouter de la musique issue de sites Internet et de blogs. Les opérateurs des sites Internet et des blogs pouvaient éditer à loisir le moteur de recherche pour incorporer leur couleur désirée, la taille, le logo, et les artistes préférés. Les consommateurs pouvaient rechercher des artistes tout en écoutant la musique par le biais d'une fenêtre de navigation séparée.

### Music iFrames
Music iFrames de Social.FM permettait aux consommateurs de voir un sous-ensemble des chansons disponibles d'un artiste particulier, et cliquer sur une chanson pour l'écouter. La liste des chansons était générée dynamiquement et mise à jour toutes les 60 secondes. Il y avait aussi une option «en plus», si le consommateur désirait écouter une chanson qui n'était actuellement pas contenue au sein du Music iFrame. Cliquer sur le bouton «en plus» affichait une liste complète de chansons disponibles d'un artiste particulier.
Comme les moteurs de recherche Social.FM, les opérateurs des sites Internet et des blogs pouvaient éditer le Music iFrame pour y incorporer leur couleur, taille, logo, et artistes préférés de leur choix.

## Système d'exploitation exigé
Social.FM nécessitait Windows 2000/XP/2003 Server et une connexion Internet. Pour supporter la webdiffusion, les fichiers audio devaient être en formats Vorbis, MP3 ou WMA. En 2006, Social.FM espérait pouvoir migrer sur un modèle «browser-based» (intégré dans un navigateur) qui lui aurait permis d'être accessible sur les plates-formes Mac et Linux.

## Presse
- Social.FM est mort, Venturebeat, 4 août 2008.
- Social.FM lance un service musical pour portable, ABCNews.com, 26 septembre 2006.
- Social.FM, NME Ink Radio Deal, MP3.com, 26 avril 2006.
- Tiscali s'allie à Social.FM pour lancer la Tiscali Free Jukebox, TransWorldNews, 26 avril 2006
- Mercora IMRadio pour Google Talk, PC Magazine, 14 novembre 2005.

## Récompenses
- AlwaysOn OnHollywood 100 Award
- AlwaysOn Media 100 Award
- 2006 DEMOfall Award
- Les 50 sites Internet les plus cools de 2005 d'après TIME.com
- Le meilleur du web d'après BusinessWeek